# Premio Carmen Conde
El Premio Carmen Conde de Poesía para Mujeres es un premio literario español creado en 1984 en honor a la escritora Carmen Conde, primera mujer en ser nombrada académica de número de la Real Academia Española. Es convocado por Ediciones Torremozas, editorial fundada por la poeta Luzmaría Jiménez Faro para promocionar la literatura escrita por mujeres.  

## Obras ganadoras del Premio Carmen Conde
| Año  | Edición        | Obra                                      | Autora                          | País                                     |
| 1984 | I              | El diván de la puerta dorada              | Luisa Futoransky                | Bandera de Argentina                     |
| 1985 | II             | Dios y otros sueños                       | Isabel Abad                     | Bandera de España                        |
| 1986 | III            | Aquí quema la niebla                      | María Sanz                      | Bandera de España                        |
| 1987 | IV             | Los dioses y el ánfora                    | Julie Sopetrán                  | Bandera de España                        |
| 1988 | V              | Os dije que existían                      | Carmen Albert                   | Bandera de España                        |
| 1989 | VI             | Un signo de los tiempos                   | Marta Pérez Novales             | Bandera de España                        |
| 1990 | VII            | La tierra indiferente                     | María Luisa Mora                | Bandera de España                        |
| 1991 | VIII           | Un instante infinito                      | Rosa Martínez Guarinos          | Bandera de España                        |
| 1992 | IX             | Al margen del deseo                       | Carmen González Marín           | Bandera de España                        |
| 1993 | X              | En la penumbra de Cuaresma                | Carmen Gómez Ojea               | Bandera de España                        |
| 1994 | XI             | No temerás                                | Juana Castro                    | Bandera de España                        |
| 1995 | XII            | La canción de Iseo                        | María del Mar Alférez           | Bandera de España                        |
| 1996 | XIII           | El silencio de la sirena                  | Ana María Rodríguez             | Bandera de España                        |
| 1997 | XIV            | Signos y otras señales                    | María Jesús Hernández           | Bandera de España                        |
| 1998 | XV             | Cementerio de nadas                       | Dolors Alberola                 | Bandera de España                        |
| 1999 | XVI            | Oficio del regreso                        | Josela Maturana                 | Bandera de España                        |
| 2000 | XVII           | Herejía bajo la lluvia                    | Minerva Salado                  | Bandera de Cuba                          |
| 2001 | XVIII ex aequo | Un color inexistente Metafísica del trapo | Luisa Peluffo Maria Eloy-García | Bandera de Argentina · Bandera de España |
| 2002 | XIX            | El principio activo de la oblicuidad      | Tina Suárez                     | Bandera de España                        |
| 2003 | XX             | Métricas del alma                         | Elena Soto García               | Bandera de España                        |
| 2004 | XXI            | No se entregó                             | No se entregó                   | No se entregó                            |
| 2005 | XXII           | Transmutaciones                           | Pilar González España           | Bandera de España                        |
| 2006 | XXIII          | Tela que cortar                           | Carmen Plaza                    | Bandera de España                        |
| 2007 | XXIV           | Disección                                 | Care Santos                     | Bandera de España                        |
| 2008 | XXV            | Poemas del amor sumiso                    | Ana Delgado Cortés              | Bandera de España                        |
| 2009 | XXVI           | Ý (turno de réplica)                      | Anay Sala Suberviola            | Bandera de España                        |
| 2010 | XXVII          | Estaciones en exilio                      | Clara Eugenia Ronderos          | Bandera de Colombia                      |
| 2011 | XXVIII         | Animal de presa                           | Laura Yasan                     | Bandera de Argentina                     |
| 2012 | XXIX           | Menos miedo                               | María García Zambrano           | Bandera de España                        |
| 2013 | XXX            | Los seres quebradizos                     | Rocío Hernández Triano          | Bandera de España                        |
| 2014 | XXXI           | Documentum                                | Sara Herrera Peralta            | Bandera de España                        |
| 2015 | XXXII          | El bolso de Mary Poppins                  | Julia Conejo Alonso             | Bandera de España                        |
| 2016 | XXXIII         | Anatomía de un insomnio                   | Silvia Rodríguez Bravo          | Bandera de Chile                         |
| 2017 | XXXIV          | La estación de las moras                  | Ángela Álvarez Sáez             | Bandera de España                        |
| 2018 | XXXV           | Balkánica                                 | Martha Asunción Alonso          | Bandera de España                        |
| 2019 | XXXVI          | Cuando no sé tu nombre ni tú el mío       | Marta Ana Diz                   | Bandera de Argentina                     |
| 2020 | XXXVII         | Este mar al final de los espejos          | Marina Casado Hernández         | Bandera de España                        |
| 2021 | XXXVIII        | Manifiesto de ruinas y destellos          | Gladys Ilarregui                | Bandera de Argentina                     |
| 2022 | XXXIX          | Educación para una cortesana              | Ani Galván                      | Bandera de España                        |
| 2023 | XL             | Muchacha con mirlo en las manos           | Estefanía Cabello               | Bandera de España                        |
| 2024 | XLI            | Léxico Romano                             | Sara Martínez Navarro           | Bandera de España                        |
| 2025 | XLII           | El método Sherezade                       | Marta Giménez Martínez          | Bandera de España                        |